# Apotomis semifasciana
Apotomis semifasciana es una especie de polilla del género Apotomis, tribu Olethreutini, familia Tortricidae. Fue descrita científicamente por Haworth en 1811.
La envergadura es de unos 17–20 milímetros. Se distribuye por Europa: Reino Unido.